# Erythrodiplax famula
Erythrodiplax famula là loài chuồn chuồn trong họ Libellulidae. Loài này được Erichson mô tả khoa học đầu tiên năm 1848.

## Hình ảnh

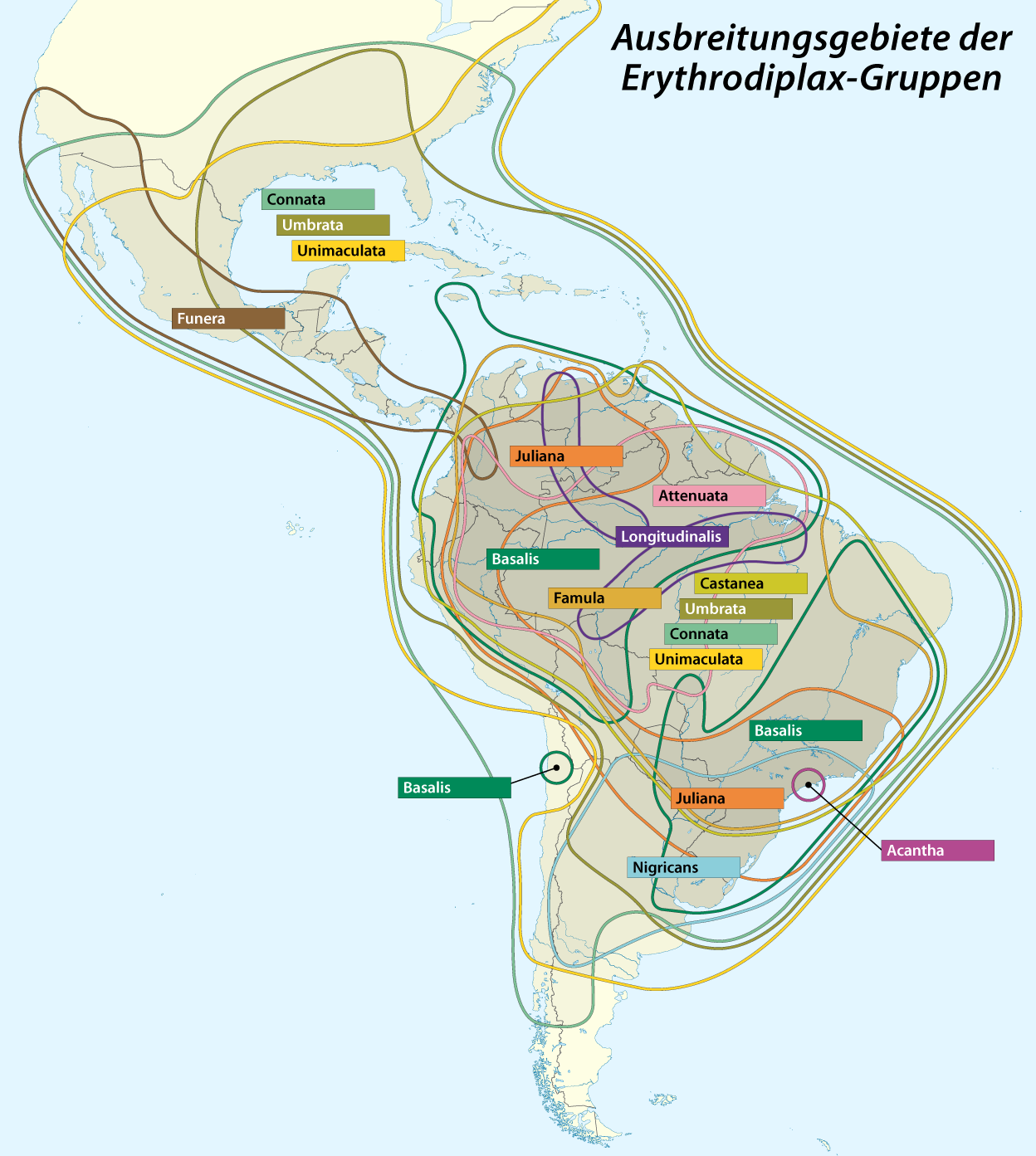